# حرب جمهورية إفريقيا الوسطى الأهلية (2012–الآن)
الحرب الأهلية في جمهورية أفريقيا الوسطى هي حرب أهلية ما تزال مُعتملةً في جمهورية أفريقيا الوسطى، أطرافها هم الحكومة، ومتمردو جماعة سيليكا، وميليشيا أنتي بالاكا.
في الحرب الأهلية السابقة في جمهورية أفريقيا الوسطى (2004-2007)، قاتلت حكومة الرئيس فرانسوا بوزيزيه ضد المتمردين حتى توقيع اتفاقية سلام في العام 2007. نشب الصراع الحالي بسبب اتهام تحالف جديد ضمّ عدة مجموعات متمردة، يحمل اسم سيليكا، الحكومةَ بعدم الالتزام باتفاقيات السلام، وسيطروا على العديد من البلدات في العام 2012 كما استولوا على العاصمة في العام 2013. فرّ الرئيس بوزيزيه من البلاد، وأعلن زعيم المتمردين ميشيل جوتوديا نفسه رئيسًا. اندلع القتال مجددًا بين تحالف سيليكا والميليشيات المعارضة لها والتي تُسمى أنتي بالاكا.
في سبتمبر من العام 2013، حلّ الرئيس جوتوديا تحالف سيليكا، والذي كان قد تفكك بعد توليه مقاليد السلطة، ثم استقال في العام 2014. أصبحت كاثرين سامبا بانزا رئيسةً للبلاد، إنما بقي الصراع دائرًا. في يوليو 2014، وقعت الفصائل التي كانت منضوية في تحالف سيليكا وممثلون عن أنتي بالاكا اتفاقَ وقف إطلاق النار. مع أواخر العام 2014، قُسّمت البلاد بحكم الأمر الواقع بسيطرة ميليشيات أنتي بالاكا على أجزاء الجنوب والغرب، حيث أُجلي معظم المسلمين منها، وسيطرة مجموعات تحالف سيليكا السابق على الشمال والشرق. ترشح فوستان أرشانج تواديرا في انتخابات العام 2020 وفاز فيها، وكان قد انتُخب رئيسًا في العام 2016. دفع ذلك كبرى فصائل المتمردين إلى تشكيل تحالف عارَض الانتخابات يُدعى تحالف الوطنيين من أجل التغيير، ونظّمه الرئيس السابق بوزيزيه. انتقلت عمليات حفظ السلام بغالبها من بعثة توطيد السلام في جمهورية أفريقيا الوسطى المنبثقة عن المجموعة الاقتصادية لدول وسط أفريقيا إلى بعثة الدعم الدولي بالقيادة الأفريقية إلى جمهورية أفريقيا الوسطى ثم إلى بعثة الأمم المتحدة المتكاملة المتعددة الأبعاد لتحقيق الاستقرار في جمهورية أفريقيا الوسطى، في حين تُعرف البعثة الفرنسية لحفظ السلام باسم عملية سانغاريس.
يعود الجزء الرئيسي من التوتر بغالبه إلى اختلاف الهوية الدينية بين مقاتلي سيليكا المسلمين ومسيحيي أنتي بالاكا والاختلافات الإثنية بين فصائل تحالف سيليكا بالإضافة إلى العداء التاريخي بين المزارعين، الذين يشكلون السواد الأعظم من ميليشيات أنتي بالاكا، والجماعات البدوية، التي ينتسب إليها معظم مقاتلي سيليكا. كما تشمل بعض العوامل المسببة للصراع النزاع للسيطرة على الألماس وغيرها من الموارد في دولة تزخر بالموارد، وعلى النفوذ بين القوى الإقليمية مثل تشاد، والسودان، ورواندا، والقوى الدولية كفرنسا وروسيا. نزحَ أكثر من 1.1 مليون شخص مخلّفين منازلهم وراءهم في بلد يبلغ تعداد سكانه 5 ملايين نسمة تقريبًا، وهو أعلى معدل نزوح سُجّل في البلاد.

## خلفية الأحداث
في أكتوبر 2002، شكّلت المجموعة الاقتصادية والنقدية لوسط إفريقيا قوة حفظ السلام متعددة الجنسيات في جمهورية إفريقيا الوسطى.
بعد استيلاء فرانسوا بوزيزيه على السلطة في العام 2003، نشبت حرب أهلية في جمهورية إفريقيا الوسطى (2004-2007) إثرَ تمرد اتحاد القوى الديمقراطية للوحدة في شمال شرق جمهورية إفريقيا الوسطى، بقيادة ميشيل جوتوديا. في خضم ذلك الصراع، قاتلت القوات المتمردة التابعة لاتحاد القوى الديمقراطية للوحدة مع غيرها من الجماعات المتمردة كجماعة العمل الوطني لتحرير أفريقيا الوسطى، ومؤتمر الوطنيين للعدل والسلام، والجيش الشعبي لاستعادة الديمقراطية، وحركة محرري أفريقيا الوسطى من أجل العدالة، والجبهة الديمقراطية في أفريقيا الوسطى. نزح عشرات الآلاف بسبب الاضطرابات التي ظلت معتملة حتى العام 2007، نظرًا لسيطرة قوات المتمردين على عدة مدن أثناء الصراع.
في 13 أبريل من العام 2007، وقّعت الحكومة واتحاد القوى الديمقراطية للوحدة اتفاقيةَ سلام في مدينة بيراو. نصّ الاتفاق على منح عفوٍ لاتحاد القوى الديمقراطية للوحدة، مع الاعتراف به حزبًا سياسيًا، وضمّ مقاتليه في الجيش. بعد جولات مستمرة من المفاوضات، جاء اتفاق ليبرفيل للسلام الشامل في العام 2008 بهدف المصالحة، وتشكيل حكومة وحدة وطنية، وعقْد انتخابات محلية في العام 2009 ثم انتخابات برلمانية ورئاسية في العام 2010. تشكّلت حكومة الوحدة الوطنية الجديدة في يناير 2009. وفي 12 يوليو 2008، مع خفوت شعلة الحرب الأهلية في جمهورية إفريقيا الوسطى، استُبدلت قوة حفظ السلام متعددة الجنسيات في جمهورية إفريقيا الوسطى التابعة للمجموعة الاقتصادية الإقليمية (المجموعة الاقتصادية والنقدية لوسط إفريقيا) التابعة للجماعة الاقتصادية لدول وسط إفريقيا، نظرًا لاقتصار اختصاصها على حفظ الأمن. وحلّ مكانها بعثة بناء السلام في وسط أفريقيا، ذات الاختصاص الأوسع نطاقًا في مجال بناء السلام.

## مسار الصراع

### الإطاحة بالرئيس بوزيزيه (2012-2013)

#### بناء تحالف سيليكا
في أغسطس 2012 وَقّعت الحكومة ومؤتمر الوطنيين للعدل والسلام اتفاقية سلام. في 20 أغسطس 2012، وُقّع اتفاق سلام بين فصيل منشق عن مؤتمر الوطنيين للعدل والسلام، بقيادة العقيد حسن الحبيب، يسمّي نفسه «مؤتمر الوطنيين للعدل والسلام الأصلي» والمؤتمر الوطني لإنقاذ الوطن. واحتجاجًا على توقيع اتفاقية سلام مع الحكومة، أعلن الحبيب أن «مؤتمر الوطنيين للعدل والسلام الأصلي» سيشن هجومًا عسكريًا أطلق عليه اسم «عملية تشارلز ماسي»، تخليدًا لذكرى مؤسس المؤتمر الذي يُزعم أنه تعرض للتعذيب والقتل على يد الحكومة، وأن مجموعة الحبيب تعتزم الإطاحة بالرئيس بوزيزيه.
في سبتمبر، أعلن «مؤتمر الوطنيين للعدل والسلام الأصلي»، تحت اسم التحالف باللغة الفرنسية سي بي إس كيه-سي بي جيه بي، مسؤوليته عن الهجمات على بلدات سيبو، ودامارا، وديكوا، والتي أدت إلى مقتل جنديين من أفراد الجيش. وأعلن أنه قتل أيضًا عنصرين من القوات المسلحة لجمهورية أفريقيا الوسطى في دامارا، واستولى على مركبات عسكرية ومدنية، وأسلحة تشمل الصواريخ، وأجهزة اتصالات، وشن هجومًا على بلدة رابعة، غريماري، إنما مُني بالفشل، وتوعّد بشن المزيد من العمليات في المستقبل. ردّ محمد حسين عبد الله، رئيس الفصيل الموالي للحكومة داخل مؤتمر الوطنيين للعدل والسلام، أن الفصيلَ ملتزم باتفاقية السلام وأن الهجمات هي من صنيع المتمردين التشاديين، وصرّح قائلًا إن تلك المجموعة من «اللصوص» لن تستطيع أبدًا الزحف إلى بانغي. في 19 سبتمبر قتلت القوات المسلحة لجمهورية أفريقيا الوسطى الحبيب في دايا، وهي بلدة تقع شمال ديكوا.
في نوفمبر 2012، وفي مدينة أوبو، تعرض جنود من القوات المسلحة لجمهورية أفريقيا الوسطى لجروح إثرَ هجوم نُسب إلى متمردي الجبهة الشعبية للإصلاح التشادية. في 10 ديسمبر 2012، استولى المتمردون على بلدات نديلي، وسام واندجا، ووادا، بالإضافة إلى الأسلحة التي تركها خلفهم الجنود الهاربون. في 15 ديسمبر، سيطرت قوات المتمردين على بامينغوي، وبعد ثلاثة أيام زحفت إلى بريا، مقتربةً أكثر فأكثر من بانغي. ولأول مرة استخدم المتمردون اسم «سيليكا» (بمعنى «الاتحاد» في اللغة السانغوية) وأصدروا بيانًا صحفيًا أطلقوا فيه على أنفسهم اسم «سيليكا سي بي إس كي- سي بي جي بي- يو إف دي آر» وهكذا فقد ضمّوا اتحاد القوى الديمقراطية للوحدة (يو إف دي آر). يدّعي تحالف سيليكا أنه يخوض الصراع لعدم حدوث تقدم يُذكر بعد توقيع اتفاقية السلام التي أنهت الحرب الأهلية السابقة. واستجابةً لنداء المساعدة الذي أطلقه رئيس جمهورية إفريقيا الوسطى فرانسوا بوزيزيه، تعهد رئيس تشاد، إدريس ديبي، بإرسال 2000 جندي للمساعدة في إخماد التمرد.

#### القوات الأجنبية واتفاقية وقف إطلاق النار
في 30 من شهر ديسمبر، وافق الرئيس بوزيزيه على حكومة وحدة وطنية محتملة تضم أعضاءً من ائتلاف سيليكا. في 2 يناير من عام 2013، تولى الرئيس منصب الوزير الجديد لوزارة الدفاع من ابنه وأقال قائد الجيش جويلاوم لابو. في تلك الفترة أكد الناطق باسم المتمردين الكولونيل دجوما ناركويو أن سيليكا قد أوقف تقدمه وأنه سيدخل في محادثات سلام كان من المقرر أن تبدأ في ليبرفيل في 8 من شهر يناير، بشرط أن توقف قوات الحكومة اعتقال أعضاء قبيلة جولا. أكد تحالف المتمردين أنه سيطالب برحيل مباشر للرئيس بوزيزي، الذي كان قد تعهد أن يبقى في منصبه حتى نهاية ولايته في في عام 2016. بحلول 1 من شهر يناير بدأت تعزيزات من القوات متعددة الجنسيات في جمهورية أفريقيا الوسطى بالوصول إلى دامارا لتقديم الدعم للجنود التشاديين الذي كان يبلغ عددهم 400 جندي والذين كانوا متمركزين هناك بشكل مسبق كجزء من مهمة بناء السلام في أفريقيا الوسطى. مع اقتراب المتمردين من العاصمة بانغوي، أرسل ما مجموعه 360 جنديًا لتعزيز الدفاعات في دامارا من أنغولا وجمهورية الكونغو الديمقراطية، و120 من الغابون وجمهورية الكونغو والكاميرون تحت قيادة جنرال غابوني. أعلن الجنرال الغابوني الذي تولى قيادة قوة مهمة بناء السلام في أفريقيا الوسطى، التي أرسلتها المجموعة الاقتصادية لدول أفريقيا الوسطى، أن دامارا كان تمثل «خطًا أحمر لا يمكن للمتمردين تجاوزه»، وأن قيامهم بذلك سيكون بمثابة «إعلان حرب» ضد الأعضاء ال 10 في التكتل الإقليمي. عززت فرنسا وجودها في البلاد بصورة أكبر عن طريق إرسال 600 جندي. في 6 يناير، أعلن الرئيس الجنوب أفريقي جاكوب زوما إرسال 400 جندي إلى جمهورية أفريقيا الوسطى لمساعدة القوات المتواجدة هناك مسبقًا.
في 11 من شهر يناير من عام 2013، وقعت اتفاقية وقف إطلاق نار في ليبرفيل، الغابون. وفي 13 يناير، وقع بوزيزي مرسومًا لإقالة رئيس الوزراء فاوستين أرتشانج تواديرا من منصبه، كجزء من الاتفاقية مع تكتل المتمردين. تخلى المتمردون عن مطالبهم باستقالة الرئيس فرانسوا بوزيزي، إلا أنه كان يتوجب عليه أن يعين رئيس وزراء جديد من المعارضة بحلول 18 من شهر يناير من عام 2013. في 17 يناير، عين نيكولاس تيانغايي رئيسًا للوزراء. تضمنت شروط الاتفاقية أيضًا أن تحل الجمعية الوطنية لجمهورية أفريقيا الوسطى في غضون أسبوع وتشكيل حكومة ائتلاف لتحل محلها وإجراء انتخابات تشريعية في غضون 12 شهرًا (مع احتمال التأجيل). إضافة إلى ذلك، كان يتوجب على حكومة الائتلاف المؤقتة تطبيق إصلاحات قضائية ودمج المقاتلين المتمردين ضمن قوات حكومة بوزيزي لإنشاء جيش وطني جديد وإقامة الانتخابات التشريعية الجديدة وأيضًا تقديم إصلاحات اجتماعية واقتصادية أخرى. علاوة على ذلك، طولبت حكومة بوزيزي بإطلاق سراح جميع المعتقلين السياسيين الذين كانوا قد تعرضوا للسجن خلال الصراع، ووجوب عودة القوات الأجنبية إلى بلدانها الأم. بموجب الاتفاقية، لم يطالب متمردو سيليكا بالتخلي عن المدن التي كانوا قد استولوا عليها أو كانوا يحتلونها في تلك الآونة، وقد زعم أن ذلك كان وسيلة لضمان عدم تراجع حكومة بوزيزي عن الاتفاقية. وسيتاح لبوزيزي أن يبقى رئيسًا حتى الانتخابات الرئاسية الجديدة في عام 2016.
في 23 يناير 2013، خرق وقف إطلاق النار، وتوجهت الحكومة باللوم على سيليكا، وبدورها توجهت سيليكا باللوم على الحكومة باتهامها بالفشل في احترام شروط اتفاقية تشارك السلطة. بحلول 21 من شهر مارس، كان المتمردون قد تقدموا نحو بوكا، على بعد 300 كم من العاصمة بانغوي. في 22 مارس، وصل القتال إلى بلدة دامارا على بعد 75 كم من العاصمة.

#### سقوط بانغوي
في 18 من شهر يناير من عام 2013، هدد المتمردون، بعد استيلائهم على غامبو بانغاسو، باللجوء إلى السلاح مجددًا في حال عدم تلبية مطالبهم بإطلاق سراح السجناء السياسيين ودمج قواتهم ضمن الجيش الوطني ومغادرة جنود جنوب أفريقيا البلاد في غضون 72 ساعة. وبعد ثلاثة أيام، استولوا على بلدتي دامارا بوسانغوا. وبحلول 23 مارس، دخل المتمردون بانغوي. وفي 24 مارس، وصلوا إلى القصر الرئاسي في قلب العاصمة. وسرعان ما سقط القصر الرئاسي وباقي العاصمة بأيدي قوات المتمردين وفرّ بوزيزي إلى جمهورية الكونغو الديمقراطية، الأمر الذي تلته أعمال نهب واسعة الانتشار في العاصمة. في 2 أبريل، لم يبق في البلاد سوى 20 جنديًا من قوات الدفاع الوطني الجنوب أفريقي التي كانت متمركزة في جمهورية أفريقيا الوسطى. استولت كتيبة من الجنود الفرنسيين على مطار بانغوي مبوكو الدولي وأرسلت فرنسا 350 جنديًا لضمان أمن مواطنيها، وهو ما جعل الرقم الإجمالي للجنود الفرنسيين في جمهورية أفريقيا الوسطى نحو 600 جندي. في 25 مارس 2013، أعلن قائد سيليكا ميشيل دجوتوديا، الذي شغل بعد اتفاقية يناير منصب النائب الأول لرئيس الوزراء للدفاع الوطني، نفسه رئيسًا ليصبح أول مسلم يشغل هذا المنصب. قال دجوتوديا أنه سيكون هناك فترة انتقالية من ثلاث سنوات وأن نيكولاس تيانغايي سيبقى في منصبه كرئيس للوزراء. علق دجوتوديا على الفور الدستور وحل الحكومة والجمعية الوطنية أيضًا. ومن ثم أعاد تعيين تيانغايي كرئيس للوزراء في 27 مارس 2013.

### حكم سيليكا وسقوط دجوتوديا (2013 – 2014)
في اليومين التاليين التقى ضباط كبار في الجيش والشرطة بدجوتوديا واعترفوا به رئيسًا في 28 مارس من عام 2013، في ما اعتبر على أنه «شكل من الاستسلام»، وكانت الأوضاع الأمنية الإجمالية قد بدأت بالتحسن. شكلت حكومة جديدة في 31 مارس 2013 ترأسها تيانغايي مع 34 عضوًا، وضمت 9 أعضاء من سيليكا إلى جانب 8 ممثلين عن الأحزاب التي كانت قد عارضت بوزيزي، في حين لم يمتلك صلات بحكومة بوزيزي سوى عضو واحد، ومنحت 16 منصبًا إلى ممثلي المجتمع المدني. أعلنت أحزاب المعارضة السابقة في 1 من شهر أبريل أنها ستقاطع الحكومة للاحتجاج على هيمنة سيليكا عليها، وحاججت أن 16 منصبًا كانت قد منحت لممثلي المجتمع المدني «سلمت إلى حلفاء سيليكا المتخفين تحت غطاء ناشطين في المجتمع المدني».
في 3 أبريل 2013، أعلن قادة أفريقيون التقوا في تشاد عدم اعترافهم بدجوتوديا كرئيس، وعوضًا عن ذلك اقترحوا تشكيل مجلس انتقالي شامل وإجراء انتخابات جديدة خلال 18 شهرًا بدلًا من 3 سنوات كما اقترح دجوتوديا. وفي حديث له في 4 أبريل، قال وزير المعلومات كريستوف جازام بيتي أن دجوتوديا كان قد قبل مقترحات القادة الأفريقيين، إلا أنه اقترح أنه بإمكان دجوتوديا البقاء في منصبه في حال انتخابه لترأس المجلس الانتقالي. وهكذا وقع دجوتوديا مرسومًا في 6 أبريل لتشكيل مجلس انتقالي يقوم بالمهام كبرلمان انتقالي. أوكلت إلى المجلس مهمة انتخاب رئيس مؤقت يشغل المنصب خلال فترة ال 18 شهرًا الانتقالية التي ستسبق الانتخابات.
التقى المجلس الانتقالي، الذي كان يتألف من 105 أعضاء، للمرة الأولى في 13 أبريل من عام 2013 وانتخب على الفور دجوتوديا رئيسًا مؤقتًا، ولم يكن هناك مرشحون آخرون. بعد أيام قليلة، قبل القادة الإقليميون بصورة علنية قيادة دجوتوديا للفترة الانتقالية، إلا أنهم ذكروا في إشارة رمزية للرفض أنه «لن يسمى رئيس الجمهورية، بل رئيس الدولة الانتقالية». وفقًا لخطط الانتقال، لن يترشح دجوتوديا للرئاسة في الانتخابات التي ستنهي الفترة الانتقالية.
في 13 سبتمبر 2013، حل دجوتوديا سيليكا بشكل رسمي، التي كان قد خسر سيطرته الفعلية عليها حالما تولى الائتلاف السلطة. ولم يكن لذلك سوى أثر فعلي بسيط في إيقاف التجاوزات التي كان يمارسها جنود الميليشيا الذين بات يشار إليهم في تلك الآونة بالسيليكا السابقين. كانت ميليشيا الدفاع عن النفس التي سميت أنتي بالاكا والتي شكلت في السابق لمحاربة الجريمة على المستوى المحلي قد نظمت ضمن ميليشيات ضد التجاوزات التي كان جنود السيليكا يمارسونها. في 5 من شهر ديسمبر من عام 2013، وهو ما سمي ب «اليوم الذي سيمنح تعريفًا لجمهورية أفريقيا الوسطى»، نسقت ميليشيا أنتي بالاكا هجمات على بانغوي تستهدف سكانها المسلمين، ما تسبب بمقتل أكثر من 1000 من المدنيين، في محاولة فاشلة للإطاحة بدجوتوديا.
في 14 مايو، طلب رئيس وزراء جمهورية أفريقيا الوسطى نيكولاس تيانغايي قوة حفظ سلام تابعة للأمم المتحدة من مجلس الأمن الدولي، وفي 31 مايو وجهت للرئيس السابق بوزيزي تهم بجرائم ضد الإنسانية والتحريض على الإبادة الجماعية. في اليوم نفسه الذي وقعت فيه هجمات 5 ديسمبر، وافق مجلس الأمن الدولي على انتقال المجموعة الاقتصادية لدول وسط أفريقيا إلى مهمة حفظ السلام التي كان يقودها الاتحاد الأفريقي.